# Svindlandfjellet
Svindlandfjellet är ett berg i Antarktis. Det ligger i Östantarktis. Norge gör anspråk på området. Toppen på Svindlandfjellet är 2 002 meter över havet.
Terrängen runt Svindlandfjellet är varierad. Trakten är obefolkad. Det finns inga samhällen i närheten.